# Baanrecord (schaatsen)
Een baanrecord (BR) is de snelste tijd ooit op een bepaalde afstand gereden op een bepaalde schaatsbaan. Naast records voor alle afzonderlijke afstanden worden ook klassementen bijgehouden: de baanrecords van vier of vijf afstanden worden op dezelfde wijze in punten omgezet als bij individuele vierkampen.